# Drassana

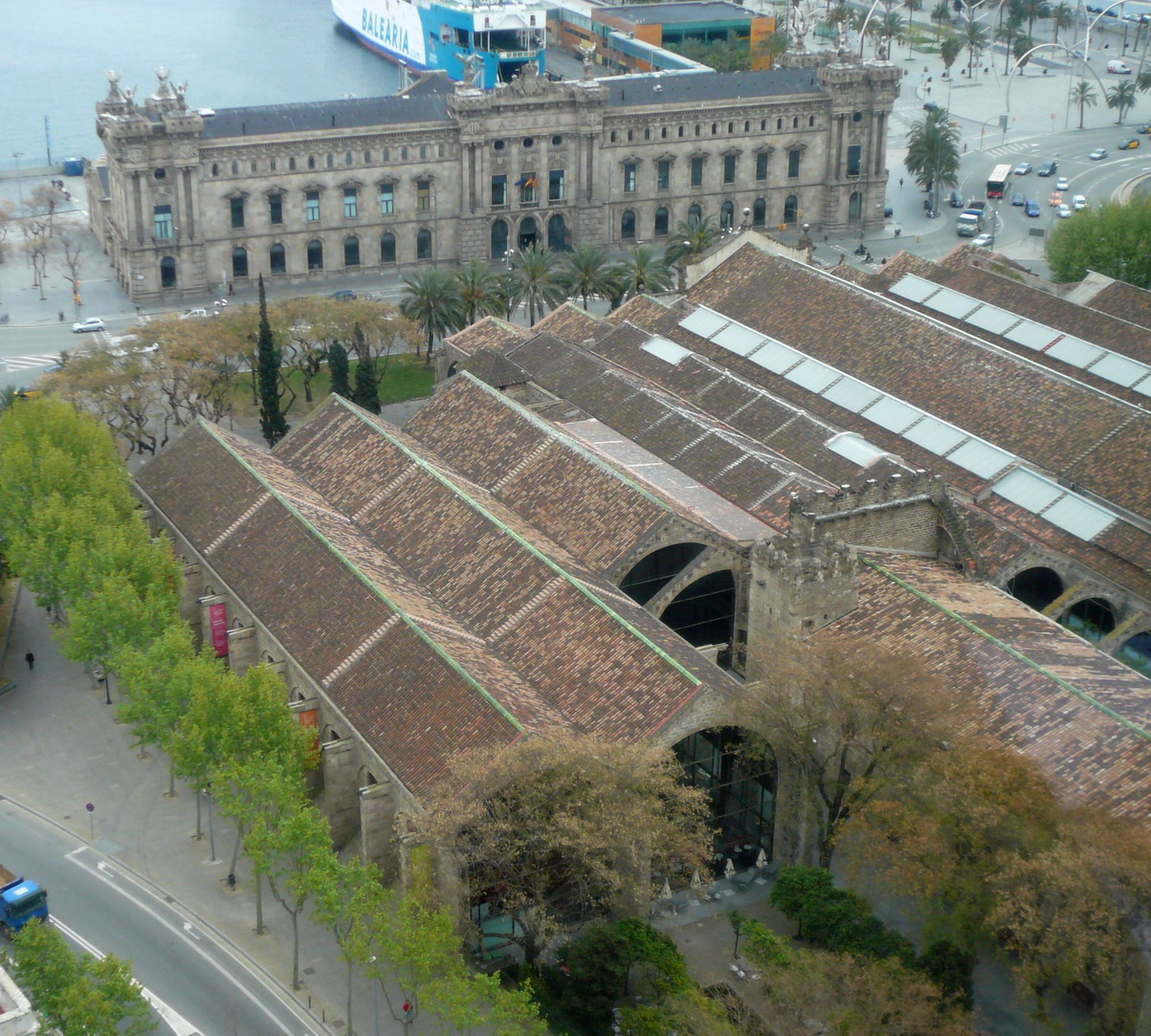
Drassanes Reials de Barcelona

Una drassana (sovint també en plural, drassanes) és una instal·lació on es construeixen i reparen vaixells. Les drassanes han evolucionat al llarg del temps, des d'una forma bàsica, una petita zona d'una platja on es buiden i s'uneixen els troncs per fer petites barques, fins a les drassanes industrials modernes, on es construeixen transatlàntics i superpetroliers.

## Drassanes medievals

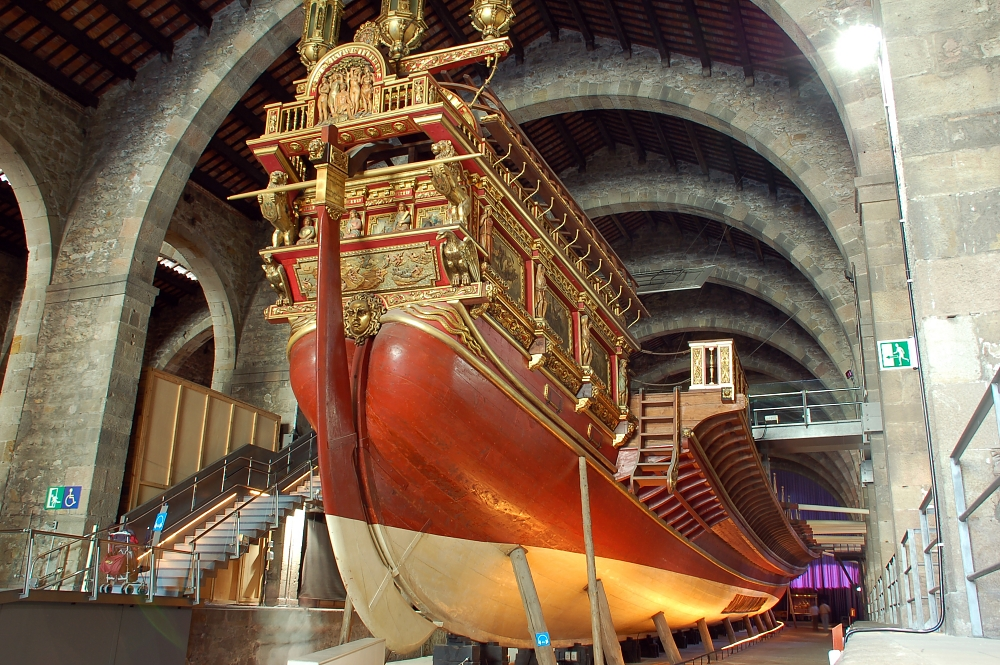
Galera Reial a les Drassanes Reials de Barcelona seu del Museu Marítim de Barcelona.

Nombrosos ports catalans, valencians i balears tenien drassanes, la major part d'elles organitzades a les platges, a l'aire lliure i amb lleugers rafals. Cap al 1250, la Corona d'Aragó disposava de drassanes Barcelona, València, Ciutat de Mallorca, Cotlliure, Tortosa i Dènia. Les de Barcelona i València van disposar d'unes imposants drassanes de construcció sòlida i permanent que permetien bastir i carenar els vaixells més grossos de l'època, mentre en la resta només es podien avarar navilis de mitja i petit tonatge: llenys, barques, llaguts o góndoles. Aquests edificis gegantins va començar a bastir-se, en el cas de Barcelona, a les acaballes del segle xiii, cap al 1283, i en el cas de València, el segle xiv. Les de Barcelona es van de construir conjuntament per la Generalitat, la ciutat i el rei. Les Drassanes de Barcelona van ser un dels centres de construcció naval més important de la mediterrània. En l'actualitat allotgen el Museu Marítim de Barcelona. Les Drassanes del Grau de València actualment serveixen de sala d'exposicions. Els dos edificis són bons exemples de l'anomenat gòtic civil i del gòtic català, i es podria fins i tot dir que representen el gòtic industrial, fent dels edificis un llegat de gran importància.

## Evolució
Les drassanes van tenir una gran evolució a partir del segle xv i durant la revolució industrial (mecanització, soldadura i construcció de vaixells cada vegada més grans i pesats).

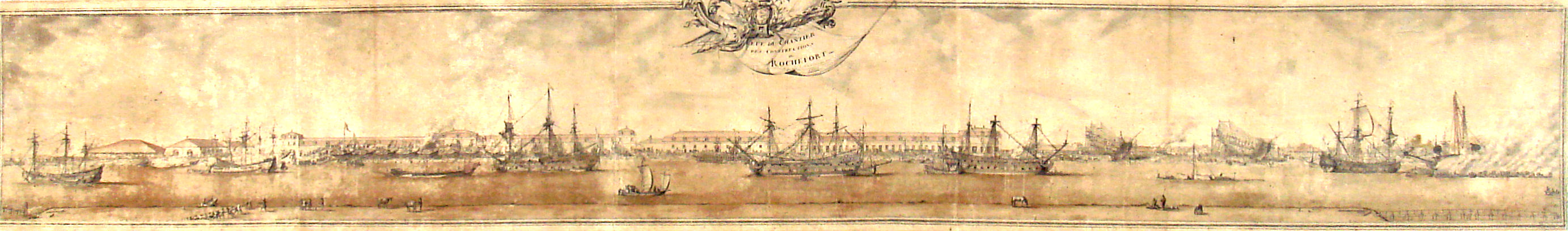
Drassanes de Rochefort el 1690.

## Actualitat
A banda del context històric, el sector de la construcció i reparació de vaixells és present a la Catalunya actual. 

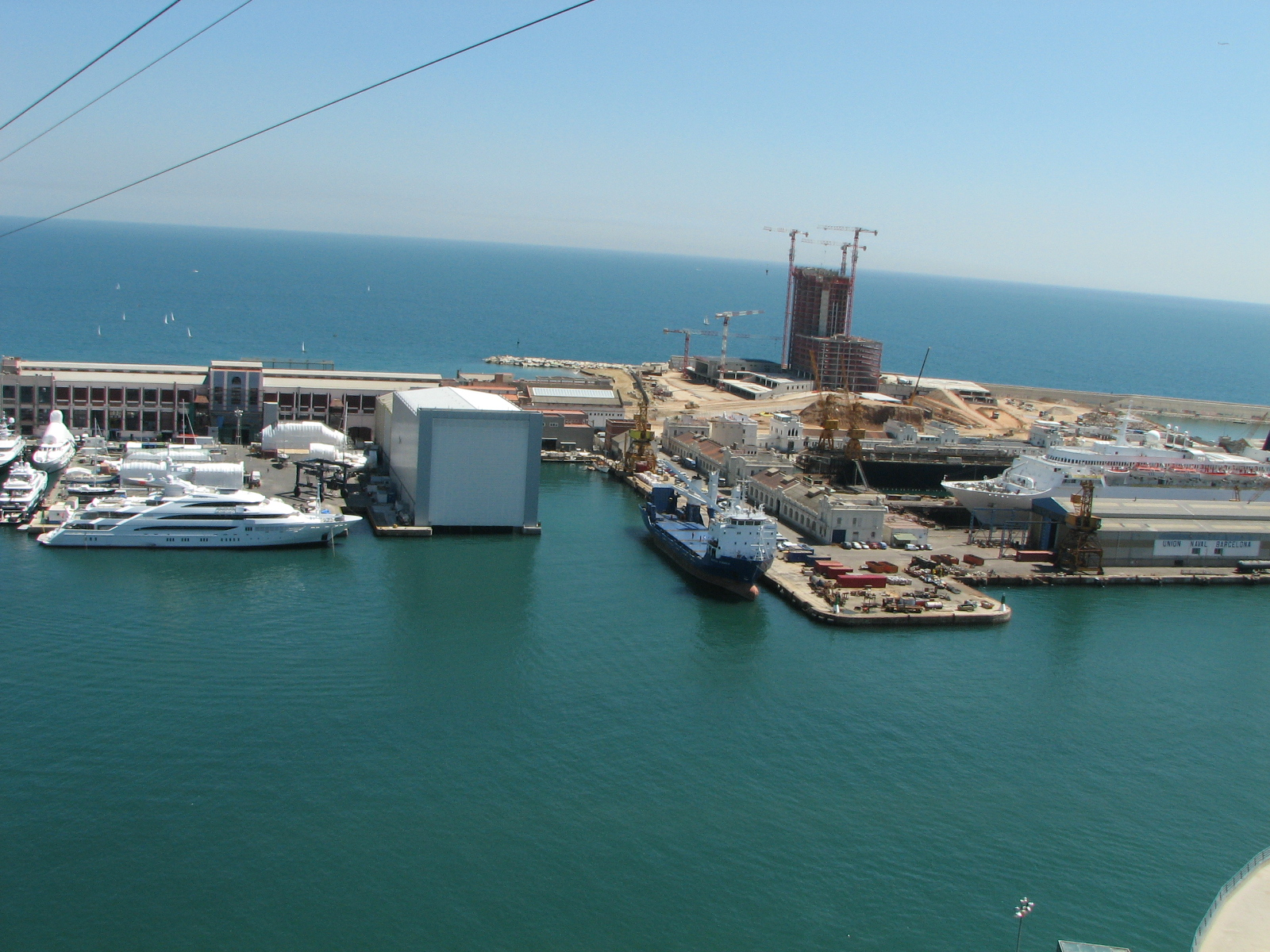
Unión Naval Barcelona el 2008, durant la construcció del Vela. Avui en dia és MB92.

El 1826 naixia Nuevo Vulcano, companyia especialitzada en vaixells de vapor, fabricant-ne el primer model a Espanya el 1836. El 1916 Transmediterranea adquiria la propietat de la drassana, i el 1925 s'incorporava al referent català en la construcció i reparació de vaixells: Unión Naval Barcelona. El Grupo Boluda, propietat de l'empresari valencià Vicent Boluda, comprava Unión Naval Barcelona el 1999, absorbint també Unión Naval Valencia, i l'activitat a Barcelona es reduïa només al manteniment. Ambdues empreses havien format part de Unión Naval de Levante, controlades antigament pel Banc Central. El 2010, tot i les bones xifres econòmiques segons els sindicats, Boluda decideix emportar-se la producció a la seu de València, i Catalunya perd la seva gran drassana.
Tot i això, encara queden algunes empreses dedicades a la construcció de noves embarcacions, amb eslores limitades:
- Grup Aresa Internacional (Arenys de Mar, 1961), fins a 60 metres d'eslora. Vaixells professionals civils i militars.[6]
- Astilleros Dalmau (Arenys de Mar, 1963), fins a 30 metres d'eslora. Principalment pesquers i catamarans turístics.[7]
- Norfeu Boats (Palau Saverdera), fins a 29 metres d'eslora. Inicialment dedicats al passatge, ara s'especialitzen en llauts.
- Astilleros Nicolau (Sant Carles de la Ràpita, 1917), fins a 25 metres d'eslora. Pesca i passatge, principalment.[8]
- Quer Boats (Port de la Selva), fins a 18 metres d'eslora. Vaixells professionals, també pels Mossos[9] i Agents Rurals.[10]
- Girbau Boats (Castelló d'Empúries), fins a 10 metres d'eslora. Embarcacions recreatives i iots de petita eslora.[11]
- Nuva Yachts (Castelldefels), fins a 10 metres d'eslora. Embarcacions recreatives i iots de petita eslora.
- Nasai Boats (Sant Carles de la Ràpita). Embarcacions recreatives i iots de petita eslora.[12]

També hi ha alguns tallers artesans com Can Paltrè (Palafrugell), on antics mestres d'aixa construeixen barques clàssiques amb fusta. Un altre cas singular és el d'Ictineu Submarins, una empresa de Sant Feliu de Llobregat dedicada a les bateries de liti, que ha construit submergibles amb usos científics i recreatius.
El manteniment de vaixells és l'activitat més comuna de les drassanes catalanes. Els principals ports esportius de la costa catalana disposen de varadors, una infraestructura portuària dedicada al manteniment bàsic d'embarcacions. Varador 2000 (Arenys de Mar) i V de Bravado (Premià de Mar) en són els principals referents.
Avui en dia però, la drassana més important de Catalunya és Marina Barcelona 92 (MB92), hereva cronològica dels històrics Talleres Nuevo Vulcano. Fundada el 1992 per Jorge Ventosa Garí, proveeix de manteniment integral als iots més grans del món, sovint amb eslores superiors als 100 metres. MB92 també participa activament en la formació de professionals nàutics, acollint l'Institut de Nàutica de Barcelona a les seves instal·lacions de La Barceloneta, i assumint una notable quantitat de graduats de la Facultat de Nàutica.
Cal tenir en compte que les drassanes navals, donada la estacionalitat de les seves operacions, acostumen a subcontractar serveis a una gran quantitat d'empreses auxiliars, principalment dedicades a treballs de pintura, fusta, interiors, electricitat i electrònica, gestió de residus, o serveis auxiliars i d'enginyeria en general.